# أنقليسيات مبتلعة
الأنقليسيات المبتلعة (الاسم العلمي: Saccopharyngiformes) هي رتبة من الأسماك تتبع صنف شعاعيات الزعانف من طائفة الأسماك العظمية.
وهي من الخارج تشبه الأنقليس (eels) ولكن بها اختلافات داخلية كثيرة. ومعظم الأسماك في هذه الرتبة من الأنواع التي تعيش في عمق البحر وتعرف من مجموعة قليلة من الأنواع مثل الأنقليس المبتلع ذي الفم الشبيه بالمظلة (Umbrella Mouth Gulper Eel). والأسماك كبيرة الحلق هي أسماك تصدر الضوء الحيوي في العديد من أنواعها. وبعض من هذه المبتلعات، يمكن أن يعيش على عمق 10000 قدم (3000 م) في المحيط، وعلى عمق المنطقة المظلمة (aphotic zone).
والأنقليسيات المبتلعة ينقصها الكثير من العظام، مثل عظام المفاصل، وعظام غطاء الخياشيم والأضلاع. وهذه الأسماك ليس لها قشر السمك، أوزعانف حوضية، أو أكياس سباحة. وفكي هذه الأسماك كبيرة تماما، والعديد من الأنواع يلاحظ عليها أنها قادرة على أكل الأسماك الأكبر منها حجمًا. والأنسجة العضلية (القطاعات العضلية لهذه الأسماك على شكل حرف V بدلاً من حرف W كما في جميع الأسماك الأخرى، وخطها الجانبي ليس به مسام، وبدلاً من ذلك فإنه معدل إلى مجموعات من أنابيب صغيرة.

## التصنيف
هناك أربع فصائل في رتيبتين :
- الأنقليساويات المبتلعة (الاسم العلمي:أنقليس)
  - Eurypharyngidae (أنقليس البجع)
  - Monognathidae (أحاديات الفك) (onejaws)
  - Saccopharyngidae (المبتلعات أو الملتهمات أو الأنقليس المبتلع)
- الأنقليساويات الشقنبية (الاسم العلمي:Cyematoidei)
  - Cyematidae (أنقليس الشقنب قصير الذيل)

## النظام الغذائي
يأكل الأنقليس المبتلع الأسماك، الجمبري (shrimp) والعوالق (plankton). وهو يستخدم فمه مثل الشبكة من خلال فتح فمه الكبير والسباحة نحو فريسته. وبسبب شكل جسم الأنقليس المبتلع المتميز، فإنه سباح ضعيف ويعتمد على العضو المضيء في نهاية ذيله لجذب الفريسة.

## وصلات خارجية
- Enchanted Learning Gulper Eel حقوق النشر 1999 - 2006
- The Sea - Gulper Eel J.D. Knight, Copyright 1998
- Small fish takes big bite - Caymanian Compass, 9 October 2007